# Nemačko doseljavanje na istok
Ostsiedlung (doslovno „Istočno naselje“) je termin za ranosrednjovekovnu i visokosrednjovekovnu migraciju etničkih Nemaca na teritorije u istočnom delu Franačke, Istočne Franačke i Svetog Rimskog Carstva i šire; i posledice po razvoj naselja i društvene strukture u područjima naseljavanja. Uglavnom retko i u nekim unutrašnjim oblastima tek relativno nedavno naseljenim slovenskim, baltičkim i finskim narodima, najnaseljenije područje bilo je poznato kao Germania Slavica. Ostali regioni su takođe bili naseljeni, ali ne u toj meri. Nemačko doseljavanje na istok je obuhvatao više modernih i istorijskih regiona kao što su Nemačka istočno od reka Sale i Elbe, države Donja Austrija i Štajerska u Austriji, Livonija, Poljska, Češka, Slovačka, Slovenija, Mađarska i Transilvanija u Rumuniji.
Od 1980-ih, istoričari tumače nemačko doseljavanje na istok kao deo građanskog i društvenog razvoja, nazvanog Konsolidacija zemljišta visokog srednjeg veka. U panevropskom procesu intenziviranja od jezgra karolinško-anglosaksonskih zemalja do periferije kontinenta, društva su napredovala u kulturi, religiji, pravu i administraciji, trgovini i poljoprivredi.
Većina doseljenika nemačkog doseljavanje na istok kretala se pojedinačno, u samostalnim naporima, u više etapa i na različitim rutama. Mnogi naseljenici su bili ohrabreni i pozvani od strane lokalnih prinčeva i regionalnih gospodara, koji su ponekad čak proterivali starosedeoce da bi napravili mesta za nemačke naseljenike.
Manje grupe migranata prvi put su se preselile na istok tokom ranog srednjeg veka. Veći pohodi doseljenika, koji su uključivali naučnike, monahe, misionare, zanatlije i zanatlije, često pozivane, u neproverljivom broju, prvi put su se pomerili na istok sredinom 12. veka. Vojna teritorijalna osvajanja i kaznene ekspedicije otonskih i salijskih careva tokom 11. i 12. veka ne čine deo ove migracije, pošto ove akcije nisu rezultirale nikakvim značajnim osnivanjem naselja istočno od reka Elbe i Sale. Smatra se da je nemačko doseljavanje na istok bio čisto srednjovekovni događaj, jer se završio početkom 14. veka. Pravne, kulturne, jezičke, verske i ekonomske promene izazvane pokretom imale su dubok uticaj na istoriju istočne centralne Evrope između Baltičkog mora i Karpata do 20. veka.
U 20. veku, nemački nacionalisti (uključujući nacistički pokret) su u velikoj meri iskorištavali izveštaje o nemačkom naseljavanju da bi opravdali teritorijalne pretenzije Nemačke i da bi demonstrirali navodnu nemačku superiornost nad negermanskim narodima, čija su kulturna, urbana i naučna dostignuća u toj eri bili potkopani, odbačeni ili predstavljeni kao nemački. Posle Prvog svetskog rata (1914–1918), činjenica da su Nemačka i Austrija izgubile deo svojih teritorija na istoku pojavila se kao kontrapunkt nemačkom doseljavanju na istok, jer su neki od Nemaca na istoku postali strani državljani kada njihovi domovi više nisu bili u sastavu Nemačke i Austrije. Nemci na istoku van Nemačke i Austrije nisu proterani, a regionima koje su Nemačka i Austrija izgubile na istoku dominirali su nenemački narodi, tako da nemački gubitak ovde nije bio tako težak kao posle Drugog svetskog rata.

## Napomene
1. ↑  „Nemačkom naseljavanju u nekim oblastima su prethodila vojna osvajanja i proterivanje starosedelačkog stanovništva. Međutim, drugde su domorodački prinčevi pozivali doseljenike, pa čak i proterivali deo autohtonog stanovništva da ustupe mesto pridošlicama.“[7]

## Literatura
- Bartlett, Robert (1998). Die Geburt Europas aus dem Geist der Gewalt. Eroberung, Kolonisation und kultureller Wandel von 950 bis 1350 ( = [English original :] The Making of Europe : conquest, colonization, and cultural change 950 – 1350) (на језику: немачки). Knaur München. ISBN 3-426-60639-9.
- Kleineberg, A; Marx, Chr; Knobloch, E.; Lelgemann, D. (2010). Germania und die Insel Thule. Die Entschlüsselung von Ptolemaios' "Atlas der Oikumene" (на језику: немачки). WBG. ISBN 978-3-534-23757-9.
- Gründer, Horst; Johanek, Peter (2001). Kolonialstädte, europäische Enklaven oder Schmelztiegel der Kulturen?: Europäische Enklaven oder Schmelztiegel der Kulturen? (на језику: немачки). LIT Verlag Münster. ISBN 3-8258-3601-0.
- Reuber, Paul; Strüver, Anke; Wolkersdorfer, Günter (2005). Politische Geographien Europas – Annäherungen an ein umstrittenes Konstrukt: Annäherungen an ein umstrittenes Konstrukt (на језику: немачки). ISBN 3-8258-6523-1.
- Demurger, Alain; Kaiser, Wolfgang (2003). Die Ritter des Herrn: Geschichte der Geistlichen Ritterorden (на језику: немачки). C.H.Beck. ISBN 3-406-50282-2.
- Herbers, Klaus; Jaspert, Nikolas, ур. (2007). Grenzräume und Grenzüberschreitungen im Vergleich: Der Osten und der Westen des mittelalterlichen Lateineuropa (на језику: немачки). De Gruyter. ISBN 978-3-05-004155-1.
- „Die Slawen in Deutschland. Geschichte und Kultur der slawischen Stämme westlich von Oder und Neiße: Joachim Herrmann, Autorenkollektiv: Amazon.de: Bücher”. amazon.de (на језику: немачки). 2023-06-23. Приступљено 2023-07-12.
- Knefelkamp, Ulrich, ур. (2001). Zisterzienser: Norm, Kultur, Reform – 900 Jahre Zisterzienser (на језику: немачки). Springer. ISBN 3-540-64816-X.
- Minahan, James (2000). „Germans”. One Europe, Many Nations: A Historical Dictionary of European National Groups. Greenwood Publishing Group. ISBN 0-313-30984-1. Приступљено 11. 3. 2016.
- Schich, Winfried (2007). Wirtschaft und Kulturlandschaft: Gesammelte Beiträge 1977 bis 1999 zur Geschichte der Zisterzienser und der "Germania Slavica". Bibliothek der brandenburgischen und preussischen Geschichte (на језику: немачки). 12. BWV Verlag. ISBN 978-3-8305-0378-1.
- Rösener, Werner (1988). Agrarwirtschaft, Agrarverfassung und ländliche Gesellschaft im Mittelalter (на језику: немачки). Oldenbourg. ISBN 3-486-55024-1.
- Schulman, Jana K. (2002). The Rise of the Medieval World, 500–1300: A Biographical Dictionary. Greenwood Press.
- Sommerfeld, Wilhelm von (2005) [1896]. Geschichte der Germanisierung des Herzogtums Pommern oder Slavien bis zum Ablauf des 13. Jahrhunderts (на језику: немачки). Adamant Media Corporation. ISBN 1-4212-3832-2. (unabridged facsimile of the edition published by Duncker & Humblot, Leipzig 1896)
- Szabo, Franz A. J. (2008).  Ingrao, Charles W., ур. The Germans and the East. Purdue University Press. ISBN 978-1-55753-443-9.
- Bartlett, Roger; Schönwälder, Karen, ур. (1999). The German Lands and Eastern Europe. London: Palgrave Macmillan UK. ISBN 978-1-349-27096-5. doi:10.1007/978-1-349-27094-1.
- Szende, Katalin (2019-05-09). „Iure Theutonico? German settlers and legal frameworks for immigration to Hungary in an East-Central European perspective”. Journal of Medieval History. Routledge. 45 (3): 360—379. ISSN 0304-4181. doi:10.1080/03044181.2019.1612195 .
- Charles Higounet (1911–1988) Les allemands en Europe centrale et oriental au moyen age
- German translation: Die deutsche Ostsiedlung im Mittelalter
- Japanese translation: ドイツ植民と東欧世界の形成, 彩流社, by Naoki Miyajima
- Bielfeldt et al., Die Slawen in Deutschland. Ein Handbuch, Hg. Joachim Herrmann, Akademie-Verlag Berlin, 1985
- Osmańczyk, Edmund Jan; Mango, Anthony (2003). Encyclopedia of the United Nations and international agreements (на језику: енглески) (3rd изд.). Routledge. стр. 579. ISBN 978-0-415-93921-8.
- Goldberg, Eric J. (2006). Struggle for Empire: Kingship and Conflict under Louis the German, 817-876. Ithaca, NY: Cornell University Press. ISBN 9780801438905.
- Blum, Jerome;  . The European World. (2 vol. 2nd ed. 1970) university textbook; online
- Davies, Norman (1998). Europe: A History., advanced university textbook
- Gay, Peter and R.K. Webb Modern Europe: To 1815 (1973) online, university textbook
- Gay, Peter and R.K. Webb Modern Europe: Since 1815 (1973), university textbook
- Gooch, Brison D. ed. Interpreting European history. 1: From the renaissance to Napoleon (1967) online and Interpreting European history 2: from Metternich to Present (1967). online; readings by scholars
- McKay, John P. et al. A History of Western Society (13th ed.; 2 vol 2020) 1300 pp; university textbook
- Moncure, James A. ed. Research Guide to European Historical Biography: 1450–Present (4 vol 1992); 2140 pp; historiographical guide to 200 major political and military leaders
- Roberts, J.M. The Penguin History of Europe (1998), survey; excerpt
- Simms, Brendan (2013). Europe: The Struggle for Supremacy, from 1453 to the Present., survey, with emphasis on Germany
- Stearns, Peter, ed (2001). The Encyclopedia of World History.; comprehensive global coverage
- Cambridge Modern History Atlas (1912) online141 maps
- Catchpole, Brian (1982). Map History of the Modern World.
- Darby, H. C., and H. Fullard, eds. The New Cambridge Modern History, Vol. 14: Atlas (1970)
- East, W. Gordon. An Historical Geography of Europe (4th ed. 1950)
- Haywood, John (1997). Atlas of world history. online
- Horrabin, J.F. An Atlas History of the Second Great War (9 vol 1941–45) 7 vol online
- Kinder, Hermann and Werner Hilgemann. Anchor Atlas of World History (2 vol. 1978); advanced analytical maps, mostly of Europe
- O'Brian, Patrick K. Atlas of World History (2007) Online free
- Pounds, Norman J. G. (1990). An Historical Geography of Europe. ISBN 9780521311090. doi:10.1017/CBO9780511572265.
- Rand McNally Atlas of World History (1983), maps #76-81. Published in Britain as the Hamlyn Historical Atlas online
- Robertson, Charles Grant (1922). An historical atlas of modern Europe from 1789 to 1922 with an historical and explanatory text. online
- Schenk, Frithjof Benjamin, Mental Maps: The Cognitive Mapping of the Continent as an Object of Research of European History, EGO – European History Online, Mainz: Institute of European History, 2013, retrieved: 4 March 2020
- Talbert, Richard J.A. Barrington Atlas of the Greek and Roman World for iPad (Princeton UP 2014) . ISBN 978-1-4008-4876-8. Недостаје или је празан параметар |title= (помоћ); 102 interactive color maps from archaic Greece to the Late Roman Empire.
- Historical Atlas Wikipedia maps; no copyright
- Atlas of Germany Wikipedia maps; no copyright
- Black, Jeremy (1996). A History of the British Isles. ISBN 978-1-349-24976-3. doi:10.1007/978-1-349-24974-9.
- Carr, Raymond, ed (2000). Spain: A history.
- Clark, Christopher M (2006). Iron kingdom: the rise and downfall of Prussia, 1600-1947.
- Davies, Norman (2001). The Isles: A History., Britain and Ireland
- Duggan, Christopher (2013). A Concise History of Italy. ISBN 9781139019330. doi:10.1017/CBO9781139019330.
- Fraser, Rebecca (2006). The Story of Britain: From the Romans to the Present: A Narrative History.
- Holborn, Hajo. vol 1: A History of Modern Germany: The Reformation; vol 2: A History of Modern Germany: 1648-1840; vol 3: A history of modern Germany: 1840–1945 (1959). a standard scholarly survey.
- Kamen, Henry (1973). A concise history of Spain.
- Helle, Knut (2003). „Introduction”. The Cambridge History of Scandinavia. стр. 1—12. ISBN 9781139053570. doi:10.1017/CHOL9780521472999.002.
- Holmes, George, ed (2001). The Oxford illustrated history of medieval Europe..
- Holmes, George, ed (1997). The Oxford illustrated history of Italy.
- Jones, Colin (1999). The Cambridge Illustrated History of France.
- Kitchen, Martin (1996). The Cambridge Illustrated History of Germany..
- Morgan, Kenneth O., ed. The Oxford illustrated history of Britain (1984)
- Price, Roger (2013). A Concise History of France. ISBN 9781139084710. doi:10.1017/CBO9781139084710.
- Riasanovsky, Nicholas V., and Mark D. Steinberg. A History of Russia (2 vol. 2010)
- Sagarra, Eda (2003). A social history of Germany.
- Tombs, Robert, (2014). The English and their History. advanced history; online review
- Wilson, Peter H. (2016). Heart of Europe. ISBN 9780674915909. doi:10.4159/9780674915909.